# Yōko Kamiya
(L'autrice nella scheda tecnica su Yōko pubblicata nel volume 20)
Yōko Kamiya (神谷陽子?, Kamiya Yōko, in Italia nota come Lisa Thompson) è un personaggio dell'anime e manga Batticuore notturno - Ransie la strega di Koi Ikeno.
Personaggio ricorrente nella prima parte della storia (spesso è coinvolta nell'azione o addirittura è lei stessa che dà inizio all'avventura), diventa secondario nelle due parti successive. Ha un alter ego canino da cui poi sarà separata
All'inizio, nella prima parte, è la rivale della protagonista, ma poi diventa, dalla seconda parte, sua amica.

## Personaggio
Yōko appare fin dal primo capitolo del manga e dal primo episodio dell'anime e si presenta subito come la rivale in amore di Ranze. Ritiene di avere diritto alla precedenza su Shun perché il suo amore per lui è più vecchio di dieci anni.
Dall'inizio della serie fino allo scontro con Zone (in cui sarà trasformata in un cane e sostituita da una copia) Yōko tenterà in tutti i modi di separare Shun da Ranze, esclusione fatta per quando Shun sarà sedotto da Sari ed in quell'occasione lei e Ranze uniranno le forze per evitare che Shun s'innamori della ragazza. Durante questo periodo non esita a saltare addosso a Ranze mordendole testa quando entra troppo in confidenza con Shun, rivelando di avere una bocca grandissima.
Dopo la sconfitta di Zone si viene a sapere che, a causa di una promessa fatta dal padre, Yōko è destinata in sposa al figlio del capo del clan Kazama, Riki. All'inizio la ragazza sarà restia all'accettazione di questo fidanzamento, ma in seguito comincerà ad apprezzare Riki e si sposerà con lui (seconda serie) ed avranno due bambini (inizio della terza serie): Mumu e Fu.
Nella seconda e nella terza serie Yōko è un personaggio più marginale, pur continuando a comparire come spalla comica (ad esempio quando crede che i figli siano la reincarnazione di Gesù visti gli strani fenomeni che in realtà sono avvenuti in relazione alla nascita della secondogenita di Ranze, Aira, di poco più grande dei figli di Yōko) e, soprattutto, come amica di Ranze. Amicizia che raggiungerà il massimo quando Yōko prenderà le difese dell'amica quando un giornalista rivelerà il segreto della famiglia Etō (ricordo che le sarà poi cancellato da Aron) dove dirà che non può permettere "a due o tre scemi" di distruggere la vita di Ranze e la loro amicizia.
Anche da sposata con Riki, Yōko mantiene un'attrazione nei confronti di Shun, caratteristica che passerà alla figlia Mumu (infatuata di Taku) e al figlio Fu (innamorato di Aira). Nel volume 9 del manga si scopre inoltre che ha una sosia africana di nome Yokoko, il cui padre è sosia di quello di Yōko. Di lavoro Yōko fa (almeno nella seconda serie) l'infermiera nella scuola frequentata da Narumi e Rinze.

## Yōko Cane
Yōko cane è l'alter ego canino di Yōko. Nella prima serie Yōko verrà trasformata molte volte da vari personaggi (una volta addirittura da sola, tra le risate di Ranze) tramite la formula Atnevid nu enac (diventa un cane pronunciato al contrario). Questa forma (insieme a quella di maialino) si rivelerà molto utile nella lotta contro Zone.
Nella seconda serie, le due Yōko saranno separate dopo che la Yōko umana berrà del the insaporito con fiori del mondo magico, e s'accoppierà con Run (il cane di Narumi) da cui avrà tre figli: Pupu, Pepe (i maschietti) e Popo (la femminuccia). La famiglia di Yōko cane si rivelerà molto utile contro le fate nere di Dusa (che hanno paura dai cani che chiamano mostri) e suo nipote Potato (figlio di Popo) diverrà il famiglio della figlia di Ranze, Aira, acquisendo il dono della parola.
Fisicamente Yōko Cane è piccola e grassottella, di colore giallo, le orecchie all'ingiù, i capelli come quelli della padrona ed una gonna.
Oltre a quella di cane Yōko si è trasformata anche in:
1. Gorilla (spontaneamente)
2. Gatto (Ranze)
3. Maialino (Ranze e Shun)
4. Koala (Ranze)
5. Cicala (Ranze)
6. Tartaruga (Ranze)
7. Coniglio (Ranze)
8. Gallina (Ranze)
9. Mucca (Ranze)
10. Serpente (Ranze)
11. Procione (Ranze)
12. Panda (Ranze)
13. Gallina (Ranze)
14. Polpo (Ranze)